# Butterfly Effect (Mr. Rain)
Butterfly Effect è il secondo album in studio del rapper italiano Mr. Rain, pubblicato il 26 gennaio 2018 dalla Atlantic Records.
Il 21 settembre dello stesso anno è stata pubblicata la riedizione, intitolata Butterfly Effect 2.0 e caratterizzata da una nuova copertina e dalla presenza di quattro bonus track.

## Descrizione
Composto da tredici brani (tra cui le versioni acustiche di due brani del primo album Memories, Grazie a me e Carillon), l'album affronta varie tematiche, passando dal suicidio alla dipendenza. Il titolo scelto è stato descritto dal rapper in occasione di un'intervista concessa a TV Sorrisi e Canzoni:

## Tracce
1. Intro: The Winners – 0:38
2. One Man Band – 3:01
3. Superstite (feat. Osso) – 3:16
4. I grandi non piangono mai – 3:46
5. Five Things (Skit) – 0:41
6. La storia di Sam – 2:27
7. Ipernova – 2:57
8. Fuori luogo – 2:45
9. Rainbow Soda – 3:18
10. Pianeti – 2:44
11. Grazie a me (Acoustic) – 3:13
12. Carillon (Acoustic) – 3:30
13. Outro – 1:09

### Butterfly Effect 2.0
1. Intro – 0:38
2. One Man Band – 3:01
3. Superstite (feat. Osso) – 3:16
4. Un domani RMX (con Annalisa) – 3:04
5. Giorni di pioggia – 2:31
6. L'errore più grande (feat. Osso) – 3:18
7. Ops – 3:12
8. I grandi non piangono mai – 3:46
9. Five Things (Skit) – 0:44
10. La storia di Sam – 2:30
11. Ipernova – 2:57
12. Fuori luogo – 2:47
13. Rainbow Soda – 3:18
14. Pianeti – 2:46
15. Grazie a me (Acoustic) – 3:13
16. Carillon (Acoustic) – 3:32
17. Outro – 1:09

## Classifiche
| Classifica (2018) | Posizione massima |
| ----------------- | ----------------- |
| Italia            | 3                 |